# Guita Charifker
Guita Charifker (Recife, 10 de setembro de 1936 — Recife, 3 de fevereiro de 2017) foi uma pintora, desenhista, gravurista e escultora brasileira.

## Biografia
Guita Charifker nasceu na cidade do Recife, capital do estado brasileiro de Pernambuco, em 10 de setembro de 1936. No ano de 1953, estudou desenho e escultura no Ateliê Coletivo da Sociedade de Arte Moderna (SAMR), no Recife, ao lado de nomes como Gilvan Samico, sob orientação de Abelardo da Hora.
Morreu no dia 3 de fevereiro de 2017, aos 80 anos, por insuficiência renal. Deixou dois filhos, quatro netos e três bisnetos.